# 難忘時刻
《難忘時刻》是香港特別行政區政府官方為「香港特別行政區成立十五周年紀念」官方活動指定的獻禮歌曲，由多位香港歌手合唱，香港樂隊Mr.作曲，歌曲統籌為李再唐。

## 簡介
《難忘時刻》由香港各界青少年系列活動委員會邀請環球唱片製作及發行，由香港樂隊Mr.作曲、Mr.及劉卓輝填詞，Adrian Chan編曲、舒文監製，2012年5月推出。香港各界青少年系列活動委員會於金紫荊廣場舉行慶祝香港回歸祖國15周年慶祝活動序幕儀式中首播。官方MV則被上載至YouTube。
歌曲填詞人劉卓輝，曾填過不少以民運為主題的歌詞。

## 起源
根據Mr.主音布志綸表示，《難忘時刻》的創作靈感受譚詠麟的單曲《一點光》啟發，希望藉着歌曲呼籲港人團結一致。

## 演唱歌手
譚詠麟、李克勤、陳奕迅、張敬軒、Mr.、孫耀威、吳雨霏、關楚耀、麥家瑜、Robynn & Kendy、林德信

## 爭議
此曲MV推出後，引來網民及傳媒的爭議及批評。部份網民批評此歌曲官方MV只集中歌頌及讚美香港回歸中國15年來的美好一面，如1997年回歸慶典、2009年東亞運動會、北京奧運及中央領導人訪港等畫面，只屬擦鞋奉承、跟隨洗腦式硬銷的國民教育路線，報喜不報憂，並沒有反映出香港回歸15年來的真實情況，包括金融風暴、沙士疫症、七一遊行等重大事件，地產霸權、貧富懸殊、雙非孕婦及自由行氾濫、人權自由倒退等社會實況。

## 網民惡搞
此曲歌詞被香港網民惡搞改編成《香港人的難忘時刻》，並上載至YouTube，藉以反映香港回歸後的真實情況。
有網民把官方MV剪輯成「六四記念版」MV，認為八九民運精神「在那天在這天 未變」，「Believe In Our Dreams」是相信香港人的民主夢。
亦有網民剪輯成「良心發現版」MV，加入真正屬於香港人的集體回憶片段。

## 外部連結
- https://web.archive.org/web/20120714024133/http://www.hksar15.gov.hk/chi/theme.html
- http://15th.cavca.hk/web/index.php （页面存档备份，存于）